# Cerros Fisgón
Cerros Fisgón son montañas del Perú. Se encuentra en Huaycán, Ate, región de Lima, en la parte suroeste del país, a 22 km al este de Lima, la capital del país.